# Masyw serpentynitowy Szklar
Masyw serpentynitowy Szklar − niewielka jednostka geologiczna w środkowej części bloku przedsudeckiego.
Położona jest wewnątrz większej jednostki − strefy Niemczy. Tworzy wydłużone południkowo ciało geologiczne o długości ok. 5 km. Jego granice ze skałami strefy Niemczy są często niezgodne.
Masyw zbudowany jest ze skał metamorficznych − serpentynitów.
Pod względem geograficznym położony jest na Przedgórzu Sudeckim, w obrębie Wzgórz Niemczańsko-Strzelińskich, buduje niewielkie wzniesienia Wzgórz Szklarskich, m.in. Wzgórze Siodłowe.
Panujący w trzeciorzędzie gorący klimat miał wpływ na intensywne wietrzenie chemiczne serpentynitów, co doprowadziło do powstanie w tym rejonie złóż rud niklu i magnezytu.
W zwietrzelinie serpentynitów występują kamienie ozdobne − opal, chalcedon, chryzopraz.